# Divriği
Divriği là một huyện thuộc tỉnh Sivas, Thổ Nhĩ Kỳ. Huyện có diện tích 2724 km² và dân số thời điểm năm 2007 là 17176 người, mật độ 6 người/km².

## Người nổi tiếng
- Müslüm Doğan
- Nuri Demirağ